# Route 346 (Québec)
Pour les articles homonymes, voir Route 346.
La route 346 (R-346) est une route régionale québécoise d'orientation est / ouest située sur la rive nord du fleuve Saint-Laurent. Elle dessert la région administrative de Lanaudière.

## Tracé
La route 346 débute à Sainte-Julienne, au début du multiplex formé par les routes 125 et 337. Elle se termine une vingtaine de kilomètres plus loin, aux limites de Saint-Ambroise-de-Kildare et de Saint-Charles-Borromée, sur la route 343.

## Localités traversées (d'ouest en est)
Liste des municipalités dont le territoire est traversé par la route 346, regroupées par municipalité régionale de comté.

### Lanaudière
Montcalm
- Sainte-Julienne
- Saint-Jacques
- Saint-Liguori

Joliette
- Saint-Ambroise-de-Kildare
- Saint-Charles-Borromée

## Intersections majeures
| MRC                                           | Municipalité           | km    | Destinations                                                         | Notes                                                                                        |
| --------------------------------------------- | ---------------------- | ----- | -------------------------------------------------------------------- | -------------------------------------------------------------------------------------------- |
| Montcalm                                      | Sainte-Julienne        | 0,00  | R-125 / R-337 – Saint-Esprit, Sainte-Julienne, Saint-Lin–Laurentides | La R-346 ouest devient la R-337 sud                                                          |
| Montcalm                                      | Sainte-Julienne        | 6,60  | R-341 sud – Saint-Jacques, L'Assomption                              | Terminus ouest du multiplex avec la R-341; L'Assomption indiqué en direction ouest seulement |
| Montcalm                                      | Saint-Liguori          | 8,40  | R-341 nord – Rawdon                                                  | Terminus est du multiplex avec la R-341                                                      |
| Joliette                                      | Saint-Charles-Borromée | 21,90 | R-343 – Saint-Ambroise, Joliette                                     |                                                                                              |
| - Terminus de multiplex - Transition de route |                        |       |                                                                      |                                                                                              |